# Might and Magic VI: The Mandate of Heaven
Might and Magic VI: The Mandate of Heaven este un joc video de tip role-playing dezvoltat de New World Computing și publicat de 3DO în anul 1998. Este al șaselea joc din seria Might and Magic și marchează o tranziție semnificativă de la grafica 2D la 3D în cadrul francizei. Jocul a avut un impact major asupra genului RPG datorită combinației sale de explorare vastă, luptă strategică și poveste captivantă.

## Descriere Generală
Might and Magic VI: The Mandate of Heaven este un joc de rol în care jucătorii controlează un grup de aventurieri care explorează o lume vastă și interacționează cu o varietate de personaje și inamici. Jocul combină elemente de explorare, luptă, rezolvare de puzzle-uri și dezvoltare a personajelor.

## Istoric și Dezvoltare
Might and Magic VI a fost dezvoltat într-o perioadă de schimbări tehnologice semnificative în industria jocurilor video. Spre deosebire de titlurile anterioare din serie, acesta a adoptat un motor grafic complet 3D pentru mediul său, menținând în același timp personajele și monștrii sub formă de sprite 2D. Dezvoltatorii au reușit să creeze un echilibru între noutatea grafică și tradiția gameplay-ului strategic, ceea ce a dus la succesul comercial și critic al jocului.

## Povestea
Acțiunea jocului se desfășoară pe planeta Enroth, în regatul cu același nume. Povestea începe după evenimentele din Might and Magic V: Darkside of Xeen, cu regatul Enroth aflat într-o stare de haos și devastare după invazia demonilor Kreegan. Jucătorii preiau controlul unui grup de patru eroi, care sunt trimiși de către regele Roland Ironfist pentru a descoperi sursa invaziei demonice și a restabili pacea în regat.

## Gameplay

### Explorare
Might and Magic VI este cunoscut pentru mediul său vast și deschis, care permite jucătorilor să exploreze liber diverse regiuni ale Enroth-ului. Jocul folosește un sistem de zi-noapte și condiții meteorologice, care influențează atât explorarea, cât și interacțiunile cu NPC-urile (personaje non-jucătoare).

### Luptă
Luptele în Might and Magic VI se desfășoară în timp real, dar jucătorii pot trece în modul de luptă pe ture oricând doresc, ceea ce oferă o flexibilitate strategică. Echipa jucătorului este compusă din patru personaje, fiecare cu clase și abilități unice, care pot fi îmbunătățite pe măsură ce acumulează experiență și avansează în nivel.

### Clase și Abilități
Jocul oferă o varietate de clase, inclusiv Cavaler, Paladin, Arcaș, Druida, Vrăjitor și Cleric. Fiecare clasă are abilități și competențe specifice, cum ar fi magia, lupta corp la corp și utilizarea armelor. Sistemul de abilități este profund și complex, permițând jucătorilor să personalizeze și să dezvolte personajele în funcție de stilul lor de joc.

### Misiuni și Quest-uri
Might and Magic VI include o gamă largă de misiuni și quest-uri secundare, care oferă recompense sub formă de experiență, aur și obiecte rare. Aceste misiuni variază de la simple sarcini de curierat până la misiuni complexe care implică rezolvarea de puzzle-uri și lupte dificile.

## Strategii și Sfaturi
Pentru a avea succes în Might and Magic VI, jucătorii trebuie să echilibreze explorarea cu dezvoltarea personajelor și gestionarea resurselor. Iată câteva sfaturi esențiale:
- Gestionarea resurselor: Asigurați-vă că aveți suficiente provizii și poțiuni înainte de a explora zone necunoscute.
- Dezvoltarea echipei: Specializați-vă personajele în funcție de nevoile echipei și stilul de joc preferat.
- Explorarea temeinică: Nu ezitați să explorați fiecare colț al hărții, deoarece multe comori și misiuni sunt ascunse.

## Grafică și Sunet
Jocul a fost lăudat pentru grafica sa inovatoare pentru acea perioadă, combinând mediile 3D cu sprite-uri 2D detaliate pentru personaje și monștri. Atmosfera jocului este completată de o coloană sonoră epică, compusă de Steve Baca și Paul Romero, care accentuează senzația de aventură și pericol.

## Versiuni și Expansiuni
Might and Magic VI: The Mandate of Heaven a fost lansat inițial pentru Windows, iar popularitatea sa a dus la reeditări și includerea în diverse colecții de jocuri clasice. Deși jocul nu a primit expansiuni oficiale, succesul său a consolidat seria Might and Magic și a condus la dezvoltarea jocurilor ulterioare din serie.

## Critici și Recenzii
La lansare, jocul a primit recenzii pozitive din partea criticilor și jucătorilor, fiind lăudat pentru designul său inovator, gameplay-ul captivant și povestea interesantă. Cu toate acestea, unele critici au fost aduse pentru dificultatea sa ridicată și pentru anumite bug-uri tehnice.

## Impact și Moștenire
Might and Magic VI a avut un impact semnificativ asupra genului RPG, influențând multe jocuri ulterioare. Succesul său a contribuit la consolidarea francizei Might and Magic ca un nume de referință în industria jocurilor video. De asemenea, a deschis calea pentru continuările sale directe, Might and Magic VII: For Blood and Honor și Might and Magic VIII: Day of the Destroyer.
Might and Magic VI: The Mandate of Heaven rămâne un clasic al genului RPG, apreciat pentru complexitatea și profunzimea sa. Cu un echilibru perfect între explorare, luptă și poveste, jocul continuă să fie iubit de fani și să inspire noi generații de jucători.